# Capacidad calorífica volumétrica
La capacidad calorífica volumétrica describe la capacidad de cierto volumen de una sustancia para almacenar energía térmica al experimentar un cierto cambio en su temperatura sin cambiar de fase. Se puede definir también como la cantidad de energía que se debe suministrar, en forma de calor, a una unidad de volumen del material para provocar un aumento de una unidad en su temperatura. Se diferencia del calor específico en que está determinado por el volumen del material, mientras que el calor específico está basado en la masa del material. Se puede obtener la capacidad calorífica volumétrica de una substancia al multiplicar el calor específico por su densidad.
Dulong y Petit predijeron en 1818 que ρcp sería constante para todos los elementos en estado sólido, esto es conocido como la Ley de Dulong-Petit. De hecho la cantidad varía desde 1.2 hasta 4.5 MJ/m³K. Para fluidos está en el rango de 1.3 a 1.3 MJ/m³K y para gases es una constante 1.0 kJ/m³K.
La capacidad calorífica volumétrica se define en unidades del SI de J/(m³·K). También puede ser definida en unidades Imperiales como BTU/(ft³·F°).

## Inercia Térmica
El término Inercia Térmica es usado frecuentemente al modelar procesos de transferencia de calor y es una propiedad relacionada con la conductividad térmica y la capacidad calorífica volumétrica. Por ejemplo, con las expresiones este material tiene una alta inercia térmica, o la inercia térmica juega un papel importante en este sistema se quiere decir que hay efectos dinámicos que prevalecen en el modelo, y que por lo tanto aplicar un cálculo estático producirá resultados erróneos.
Este término es una analogía física, y no está relacionada directamente con los términos de masa o la velocidad usados en mecánica, donde la inercia es lo que limita la aceleración de un objeto. De una manera similar, la inercia térmica es una medida de la masa térmica y de la velocidad de la onda térmica que controla la temperatura superficial del material. En transferencia de calor, un valor más alto de la capacidad calorífica volumétrica implica un mayor tiempo para que el sistema alcance el equilibrio térmico.
La inercia térmica de un material se define como la raíz cuadrada del producto entre la conductividad térmica y la capacidad calorífica volumétrica. Donde esta última es el producto de la densidad y el calor específico.
En fórmulas:
{\displaystyle I={\sqrt {k\rho c_{v}}}}
Las unidades del SI para la inercia térmica son J m{\displaystyle ^{-2}} K{\displaystyle ^{-1}} s{\displaystyle ^{-1/2}}.